# Rosnay (Vendée)
Rosnay és un municipi francès situat al departament de Vendée i a la regió de País del Loira. L'any 2007 tenia 516 habitants.

## Demografia

### Població
El 2007 la població de fet de Rosnay era de 516 persones. Hi havia 223 famílies de les quals 59 eren unipersonals (38 homes vivint sols i 21 dones vivint soles), 101 parelles sense fills i 63 parelles amb fills.
La població ha evolucionat segons el següent gràfic:
Habitants censats

### Habitatges
El 2007 hi havia 272 habitatges, 223 eren l'habitatge principal de la família, 40 eren segones residències i 10 estaven desocupats. 269 eren cases i 3 eren apartaments. Dels 223 habitatges principals, 190 estaven ocupats pels seus propietaris, 31 estaven llogats i ocupats pels llogaters i 1 estava cedit a títol gratuït; 1 tenia una cambra, 12 en tenien dues, 36 en tenien tres, 64 en tenien quatre i 110 en tenien cinc o més. 173 habitatges disposaven pel capbaix d'una plaça de pàrquing. A 90 habitatges hi havia un automòbil i a 113 n'hi havia dos o més.

### Piràmide de població
La piràmide de població per edats i sexe el 2009 era:
| Homes | Edats   | Dones |
| ----- | ------- | ----- |
| 0     | 95 o +  | 0     |
| 4     | 90 a 94 | 0     |
| 0     | 85 a 89 | 4     |
| 4     | 80 a 84 | 4     |
| 4     | 75 a 79 | 0     |
| 12    | 70 a 74 | 28    |
| 24    | 65 a 69 | 20    |
| 12    | 60 a 64 | 12    |
| 24    | 55 a 59 | 12    |
| 12    | 50 a 54 | 28    |
| 12    | 45 a 49 | 8     |
| 16    | 40 a 44 | 12    |
| 16    | 35 a 39 | 12    |
| 12    | 30 a 34 | 12    |
| 0     | 25 a 29 | 20    |
| 8     | 20 a 24 | 4     |
| 16    | 15 a 19 | 24    |
| 16    | 10 a 14 | 4     |
| 0     | 5 a 9   | 20    |
| 4     | 0 a 4   | 12    |

## Economia
El 2007 la població en edat de treballar era de 310 persones, 226 eren actives i 84 eren inactives. De les 226 persones actives 200 estaven ocupades (111 homes i 89 dones) i 25 estaven aturades (7 homes i 18 dones). De les 84 persones inactives 33 estaven jubilades, 20 estaven estudiant i 31 estaven classificades com a «altres inactius».

### Ingressos
El 2009 a Rosnay hi havia 228 unitats fiscals que integraven 539 persones, la mediana anual d'ingressos fiscals per persona era de 16.171 €.

### Activitats econòmiques
Dels 11 establiments que hi havia el 2007, 2 eren d'empreses de fabricació d'altres productes industrials, 2 d'empreses de construcció, 2 d'empreses de comerç i reparació d'automòbils, 1 d'una empresa de transport, 1 d'una empresa immobiliària, 2 d'empreses de serveis i 1 d'una empresa classificada com a «altres activitats de serveis».
Dels 4 establiments de servei als particulars que hi havia el 2009, 1 era un taller de reparació d'automòbils i de material agrícola, 1 paleta, 1 fusteria i 1 perruqueria.
L'any 2000 a Rosnay hi havia 41 explotacions agrícoles que ocupaven un total de 608 hectàrees.

## Equipaments sanitaris i escolars
El 2009 hi havia una escola elemental.

## Poblacions més properes
El següent diagrama mostra les poblacions més properes.